# Triumf (film)
Triumf (engelska: The Story of Alexander Graham Bell) är en amerikansk biografisk film från 1939, i regi av Irving Cummings. I huvudrollerna ses Don Ameche och Loretta Young som uppfinnaren Alexander Graham Bell och hans hustru Mabel Hubbard Bell.

## Rollista i urval
- Don Ameche - Alexander Graham Bell
- Loretta Young - Mrs. Mabel Hubbard Bell
- Henry Fonda - Thomas A. Watson
- Charles Coburn - Gardiner Greene Hubbard
- Gene Lockhart - Thomas Sanders
- Spring Byington - Mrs. Hubbard
- Sally Blane - Gertrude Hubbard
- Polly Ann Young - Grace Hubbard
- Georgiana Young - Berta Hubbard
- Bobs Watson - George Sanders
- Russell Hicks - Mr. Barrows
- Paul Stanton - Chauncey Smith
- Jonathan Hale - ordföranden för Western Union
- Harry Davenport - domare Rider
- Beryl Mercer - drottning Viktoria
- Elizabeth Patterson - Mrs. Mac Gregor
- Charles Trowbridge - George Pollard
- Jan Duggan - Mrs. Winthrop
- Claire Du Brey - hyresvärdinna
- Harry Tyler - Joe Eliot
- Ralph Remley - D'Arcy, sångare
- Zeffie Tilbury - Mrs. Sanders